# Zizyphomyia crescentis
Zizyphomyia crescentis är en tvåvingeart som först beskrevs av Henry J. Reinhard 1944.  Zizyphomyia crescentis ingår i släktet Zizyphomyia och familjen parasitflugor. Inga underarter finns listade i Catalogue of Life.